# Washington (Georgia)
Washington – miasto w Stanach Zjednoczonych, w stanie Georgia, w hrabstwie Grant.